# Craspedosis laticlava
Craspedosis laticlava là một loài bướm đêm trong họ Geometridae.